# Юсупов, Гарун Валеевич
Гарун Валеевич Юсупов (тат. Һарун Вәли улы Йосыпов; 1914—1968) — советский археолог, тюрколог и этнограф. Кандидат исторических наук (1952).

## Биография
Юсупов Гарун Валеевич родился 22 июня 1914 года в городе Казани Казанской губернии Российской империи.
В 1941 году окончил географический факультет Казанского университета. Принимал участие в Великой Отечественной войне.
С 1946 года заведовал этнографическим музеем Казанского университета. С 1952 года работал в Институте истории, литературы и языка Башкирского филиала АН СССР.
С 1958 года являлся сотрудником Института языка, литературы и истории Казанского филиала АН СССР.

## Научная деятельность
Юсуповым был собран и составлен свод эпиграфических памятников Поволжья и Предуралья XIII—XIV веков. На территории Республики Башкортостан открыл и исследовал Воскресенское, Имендяшевское, Касьяновское и Табынское городища, Курмантауское селище и городище и другие.

### Научные работы
- Булгарские эпиграфические памятники, найденные летом 1947 г. // Эпиграфика Востока. — М., 1951. — Вып. IV. — С. 68—76. (в соавторстве с Г. М. Хисамутдиновым)
- Татарские эпиграфические памятники XV в. (К вопросу о происхождении казанских татар) // Эпиграфика Востока. — Вып. V. — М., 1951. — С. 78—94.
- О некоторых булгарских эпиграфических памятников // Эпиграфика Востока. — Вып. VII. — М., 1953. — С. 26—30.
- К вопросу об истории и классификации булгаро-татарской эпиграфики // Эпиграфика Востока. — Вып. XI. — М., 1956. — С. 4454.
- Две надгробные надписи с древнего башкирского кладбища // Вопросы башкирской филологии. — Уфа, 1959. — С. 120—122.
- Введение в булгаро-татарскую эпиграфику. — М., Л.: Изд-во АН СССР, 1960. — 322 с.
- Новые находки эпитафий периода Казанского ханства // Эпиграфика Востока. — Вып. XVI. — М., 1963. — С. 72—78.
- Итоги полевых эпиграфических исследований (1961—1963 гг.) // Тезисы докладов итоговой научной сессии ИЯЛИ КФАН СССР за 1963 год. — Казань, 1964. — С. 69—71.
- Булгаро-татарская эпиграфика и топонимика как источник исследования этногенеза казанских татар // Вопросы этногенеза тюркоязычных народов Среднего Поволжья. — Казань, 1971. — С. 217—232.
- Итоги полевых эпиграфических исследований 1961—1963 гг. в Татарской АССР // Эпиграфика Востока. — Вып. XXI. — М., 1972. — С. 48—55.

## Награды и звания
- Лауреат Государственной премии Республики Татарстан в области науки и техники (1994).